# Frederic Renyé i Viladot
Frederic Renyé i Viladot (Lleida, 1849 - idem, 1903), fou un jurisconsult i literat català.
Cursà els estudis de lleis a la Universitat de Barcelona, llicenciant-se el 1872, formant part del Col·legi d'Advocats de Lleida, des de 1878 fins a la seva mort, distingint-se pels seus especials coneixements en legislacions forals, en els que arribà a ser una verdadera autoritat. El 1878 fundà lAssociació Catalanista de Lleida, publicant lÀlbum històrich monumental pintoresch de Lleyda y sa provincia, que redactà en col·laboració amb Josep Pleyan que vingué a ser per aquella el que els Recuerdos i bellezas de España de Piferrer i Parcerisa, foren per la resta de la península. També cultivà la poesia catalana, apareixen el 1881 en la col·lecció Garlanda poètica ilerdanesa moltes de les seves més inspirades composicions.
Des de llavors intensificà la seva col·laboració amb la premsa catalana, publicant diversos treballs amb prosa i vers en les revistes de Barcelona Lo Gay Saber, La Renaixensa i La Ilustració Catalana. En celebrar-se el 1880 a Barcelona el Congrés Català de Jurisconsults, Renyé i Viladot i formà part com, com a representant del Col·legi d'Advocats de Lleida, sent presses en consideració i incorporades a les conclusions d'aquesta assemblea diverses de les seves esmenes i mocions. Renyé i Viladot fundà la festa dels Jocs Florals en la seva ciutat natal, que des del 1894 venent celebrant-se amb diversos noms (Fires de Maig; Festa Major de Maig...).
El 1892 assistí a l'Assemblea de Manresa, on coadjuvà a redactar les cèlebres Bases. Durant els anys 1899 i 1900 fou vocal permanent de la Unió Catalanista, i acudí amb els seus companys de Junta a presentar a la reina regent el missatge que compendiava les aspiracions autonòmiques d'aquell grup. Des de 1900, fundà i redactà, el setmanari La Veu del Segre, i més tard La Comarca de Lleyda. En mig de la seva actuació política, no descuidava les tasques literàries, publicant les Odes d'Anacreónt (Barcelona, 1878), traduïdes directament del grec i que delataven l'expert hel·lenista deixeble dels jesuïtes de Manresa.
En els Jocs Florals de Barcelona de 1895, fou premiada la seva descripció poètica, Lo cabaler, costums que quedan. No és menys notable el seu poemeta La viuda, publicat a La Renaixensa, el 1879 i les seves elegies A Mosèn Jacinto Verdaguer, a don Luis Roca, publicades a la revista Montserrat i en la Corone Poética, dedicada al gran lleidatà el juliol de 1902. Des de 1879 fins al 1881 fou vocal de la Junta d'Instrucció Pública i jutge municipal de Lleida en els biennis de 1882/83 i 1884/85. El 1890 fou elegit regidor de l'Ajuntament de Lleida, i poc temps després alcalde de la mateixa ciutat. Inicià notables millores en la seva ciutat nadiua, especialment en el cementiri, mercats i establiments d'ensenyança. Impulsà en gran manera la Societat Econòmica d'Amics del País, i es distingí sempre per la seva honradesa, modèstia, cultura i desinterès.